# Брюссельський саміт НАТО 2005
22 лютого 2005 р. відбувався саміт в штаб-квартирі НАТО, що в м. Брюссель (Бельгія).

## Результати саміту
Північноатлантична рада (англ. North Atlantic Council, NAC) під час зустрічі в штаб-квартирі домовилась про деталі, які допоможуть уряду Іраку у навчанні та підготовці сил безпеки (фінансова допомога і допомога в обладнанні та устаткуванні) завдяки внеску Альянсу. Також обговорили питання зміцнення присутності військ НАТО в Афганістані та на Балканах.
Під час саміту також відбулося засідання комісії НАТО — Україна, на якому лідери країн-членів НАТО виразили сильну підтримку щодо євроатлантичної інтеграції України і реформам, що проводяться нею.
Також запущено проект вартістю в 25 мільйонів євро, на ліквідацію старих запасів стрілецької зброї та боєприпасів в Україні, які є спадком СРСР.